# Лерм (Верхняя Гаронна)
Лерм (фр. Lherm, окс. L'Èrm) — коммуна во Франции, находится в регионе Юг — Пиренеи. Департамент — Верхняя Гаронна. Входит в состав кантона Мюре. Округ коммуны — Мюре.
Код INSEE коммуны — 31299.

## География
Коммуна расположена приблизительно в 610 км к югу от Парижа, в 27 км к юго-западу от Тулузы.
По территории коммуны протекает река Туш, а также проходит канал Сен-Мартори.

## Климат
Климат умеренно-океанический. Зима мягкая и снежная, весна характеризуется сильными дождями и грозами, лето сухое и жаркое, осень солнечная. Преобладают сильные юго-восточные и северо-западные ветры.

## Население
Население коммуны на 2010 год составляло 3417 человек.
| 1962 | 1968 | 1975 | 1982 | 1990 | 1999 | 2010 |
| ---- | ---- | ---- | ---- | ---- | ---- | ---- |
| 755  | 834  | 1092 | 1858 | 2266 | 2565 | 3417 |

## Администрация
| Период | Период | Фамилия        | Партия                  | Примечания |
| ------ | ------ | -------------- | ----------------------- | ---------- |
| 1953   | 1959   | Рене Сюке      |                         |            |
| 1959   | 1989   | Андре Лакур    |                         |            |
| 1989   | 1996   | Флориан Гарсия | Социалистическая партия |            |
| 1996   | 2020   | Жан Эсагер     | Социалистическая партия |            |

## Экономика
В 2010 году среди 2151 человека трудоспособного возраста (15—64 лет) 1601 были экономически активными, 550 — неактивными (показатель активности — 74,4 %, в 1999 году было 69,4 %). Из 1601 активных жителей работали 1475 человек (795 мужчин и 680 женщин), безработных было 126 (50 мужчин и 76 женщин). Среди 550 неактивных 189 человек были учениками или студентами, 200 — пенсионерами, 161 были неактивными по другим причинам.

## Достопримечательности
- Церковь Св. Андрея Первозванного (XV век). Исторический памятник с 1993 года[4]
- Часовня Нотр-Дам-дю-Бу-дю-Пон (XVIII век). Исторический памятник с 1978 года[5]
- Музей Cap Al Campestre, рассказывающий о жизни города в период между 1900 и 1960 годами
- Аэродром Мюре — Лерм[фр.], на котором с 1987 года ежегодно проводятся авиашоу Airexpo[фр.]

## Города-побратимы
- Бинасед (Испания, с 1994)

## Фотогалерея

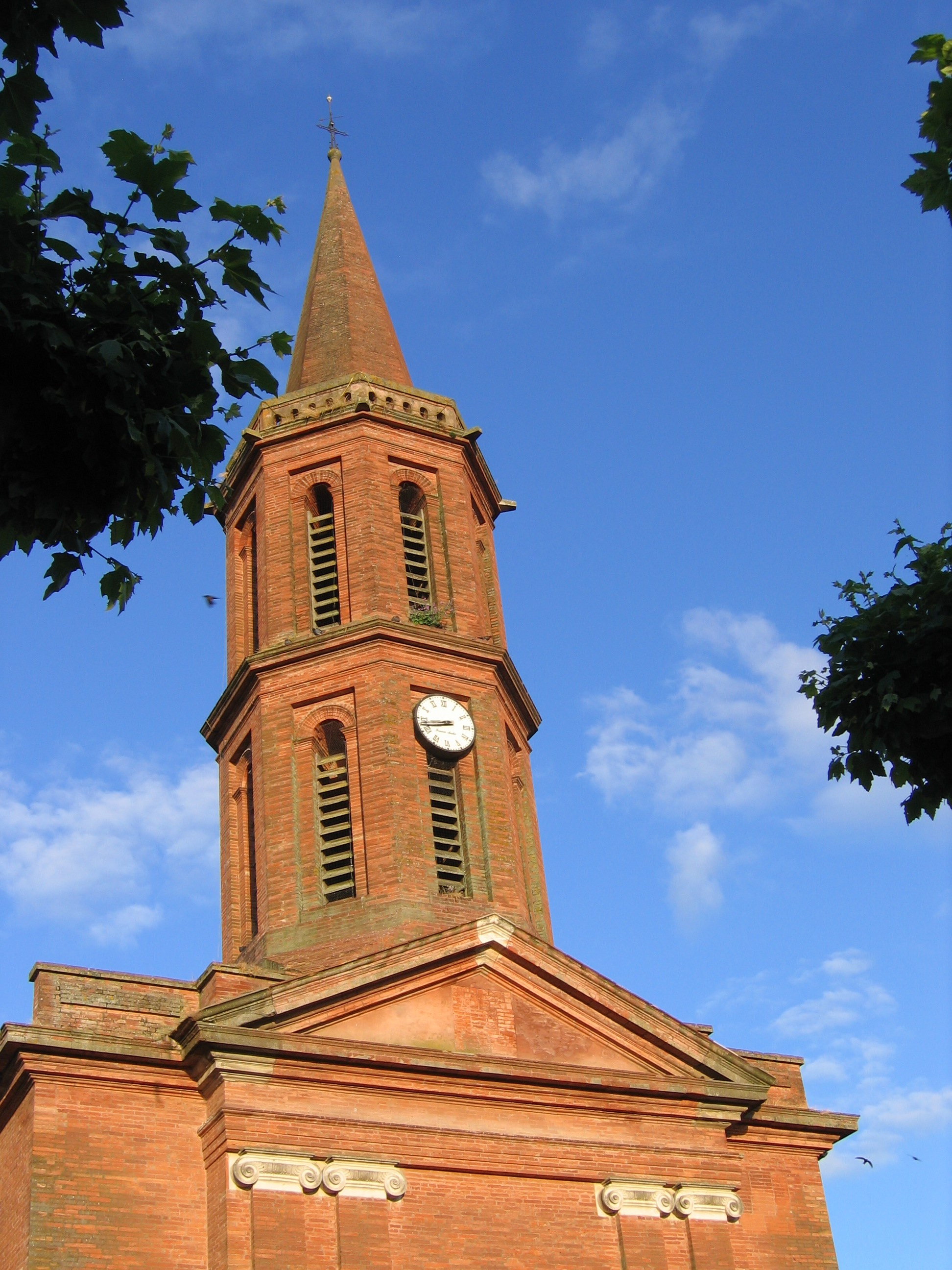
Церковь Св. Андрея Первозванного
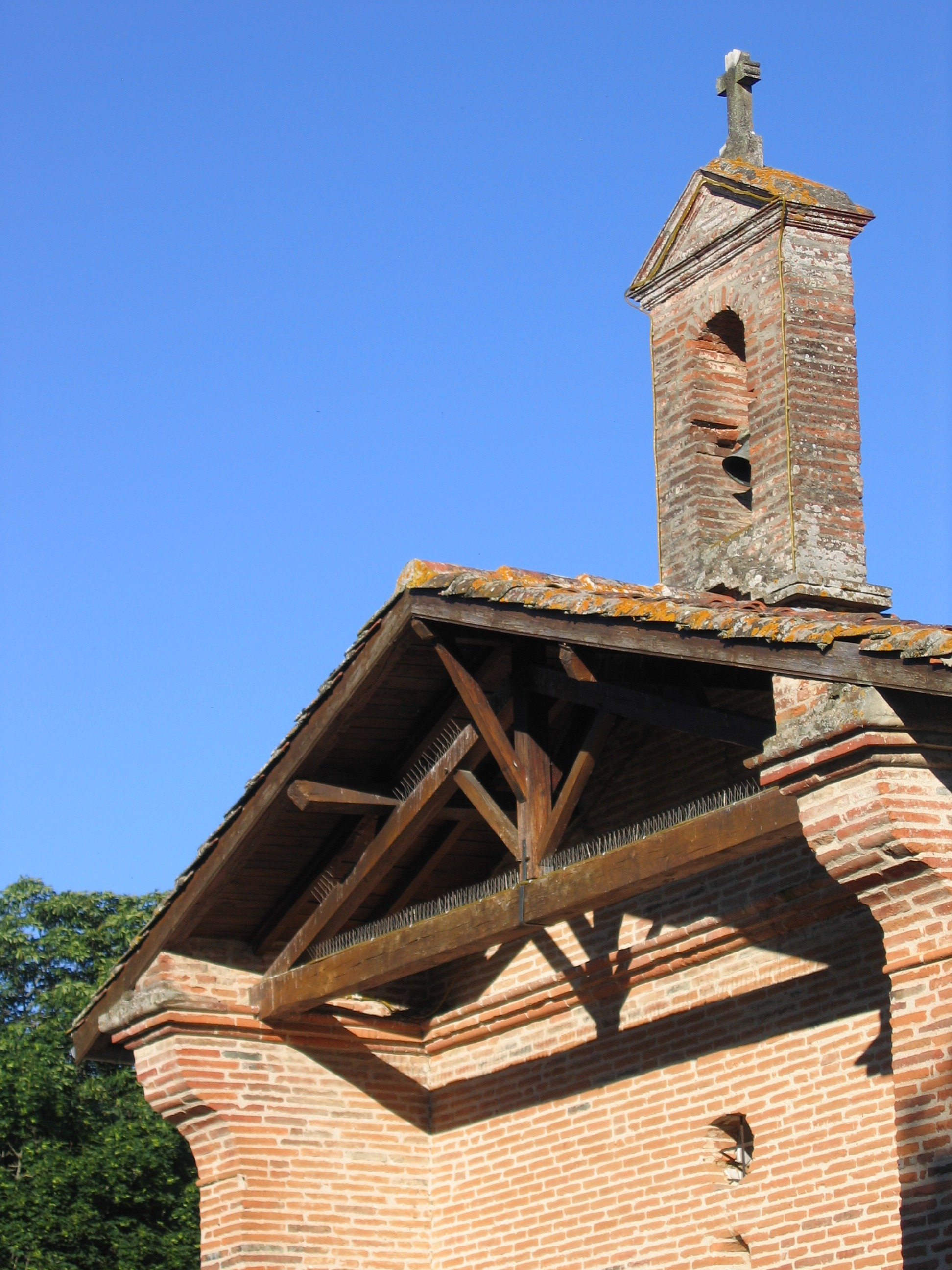
Часовня Нотр-Дам-дю-Бу-дю-Пон
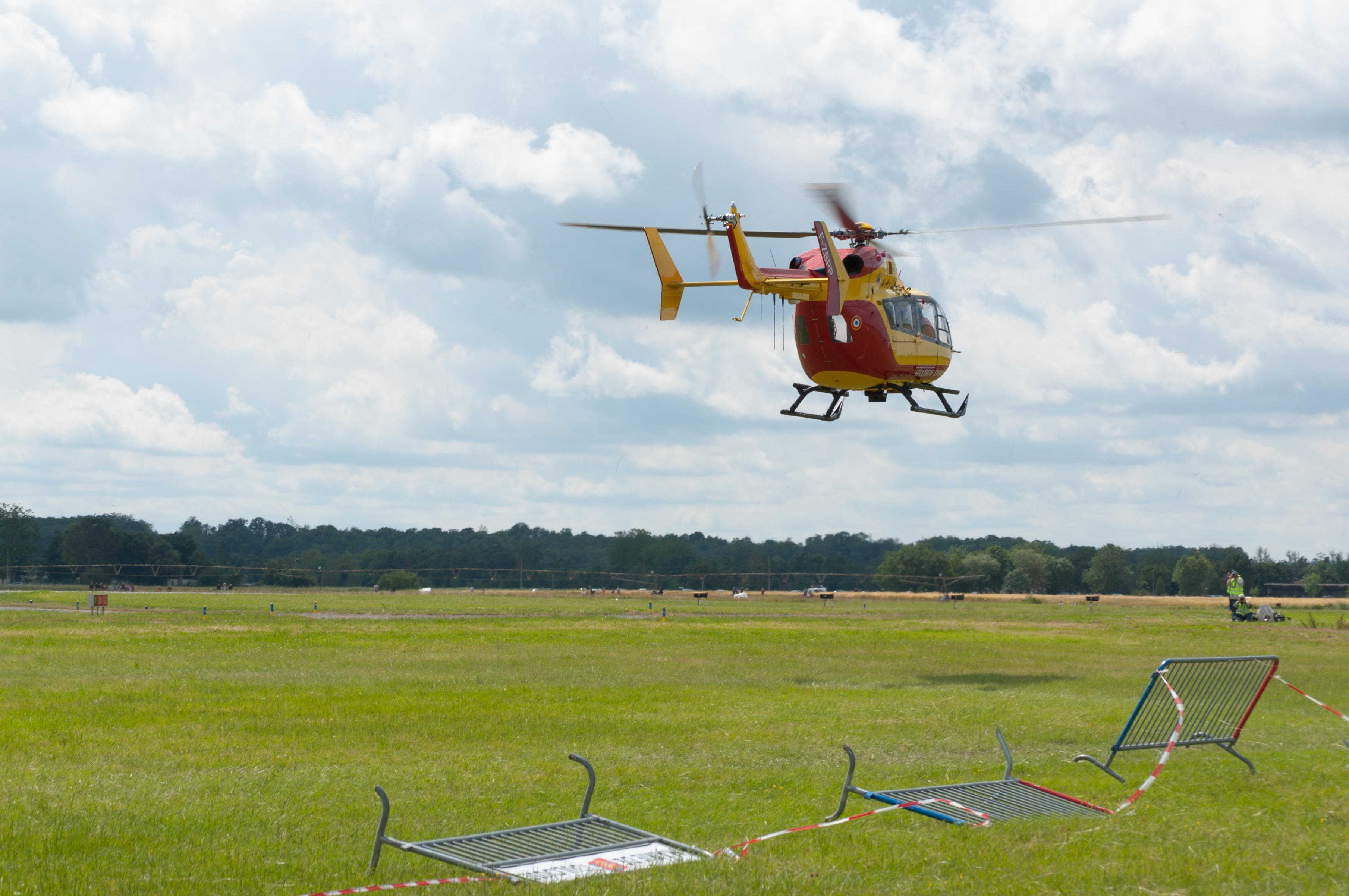
Аэродром Мюре — Лерм
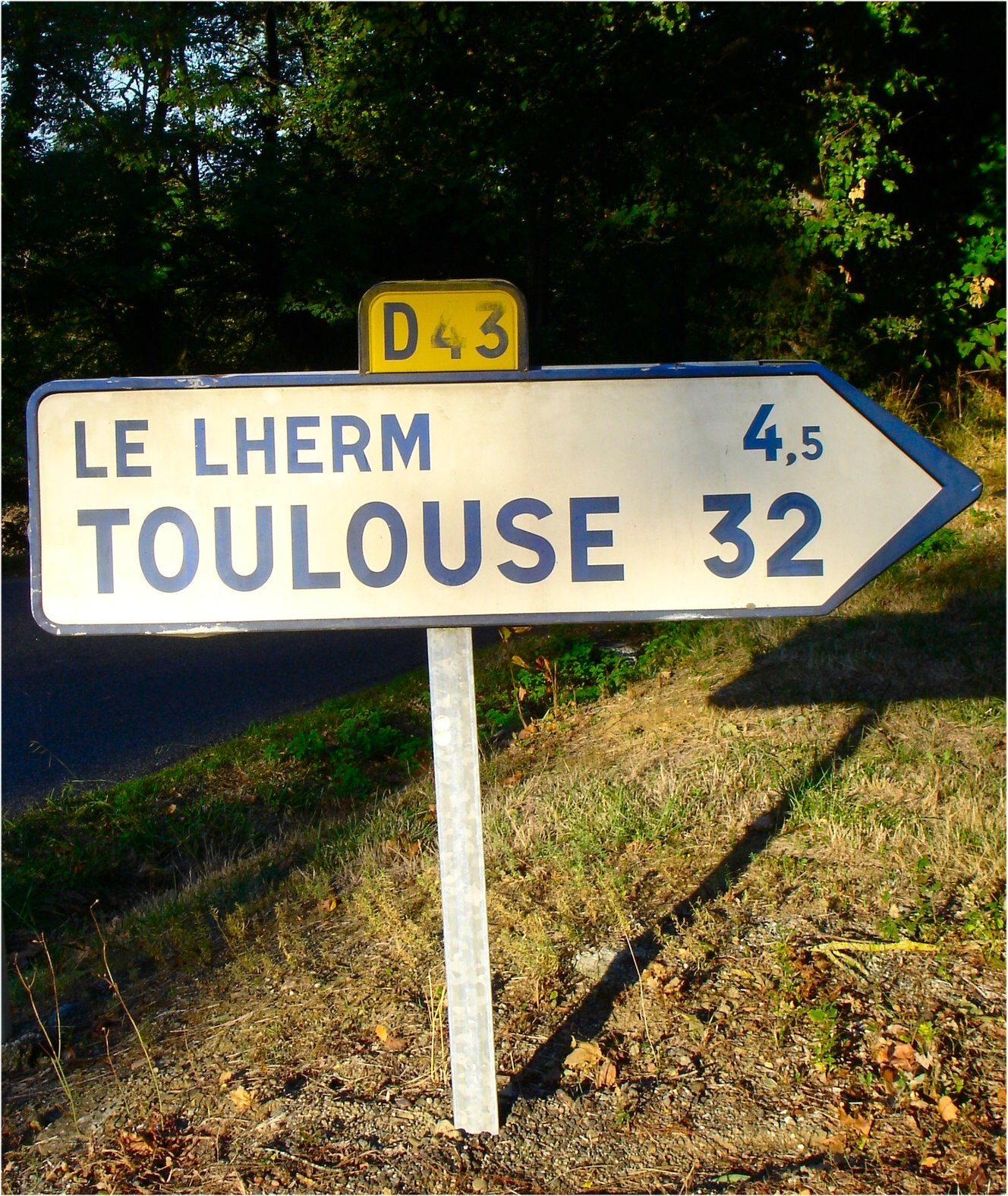
Дорожный знак, на котором указано старое название коммуны Le Lherm
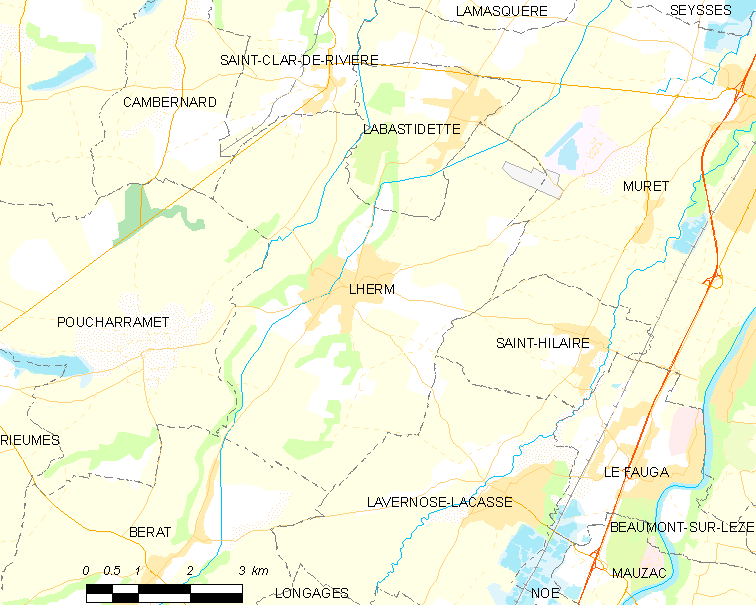
Карта коммуны